# Sabreman
 (octobre 2024).
Si vous disposez d'ouvrages ou d'articles de référence ou si vous connaissez des sites web de qualité traitant du thème abordé ici, merci de compléter l'article en donnant les références utiles à sa vérifiabilité et en les liant à la section « Notes et références ».
Sabreman est une série de jeux d'action-aventure développés et publiés par Ultimate Play the Game pour le ZX Spectrum dans les années 1980. Certains des épisodes ont également été publiés sur d'autres micro-ordinateurs domestiques populaires, à savoir l'Amstrad CPC, le BBC Micro, le Commodore 64 et le MSX. La série met en scène Sabreman, qui est représenté portant un kaki et un casque colonial. Bien que la série ait été mise en sommeil après la vente d'Ultimate Play the Game, le successeur du développeur, Rare a sorti un remake du jeu original sur la Game Boy Advance. Microsoft possède la série grâce à son acquisition de Rare sous le nom de Xbox Game Studios.

## Jeux
L'histoire des aventures de Sabreman n'est pas développée dans les jeux eux-mêmes, mais chaque jeu est accompagné d'une explication de l'histoire sur les cartes de la cassette.
- Sabre Wulf (1984)[1], dans lequel Sabreman doit s'échapper d'un grand labyrinthe de jungle en collectant quatre morceaux d'une amulette, tout en évitant le wulf (loup) titulaire. En trouvant les quatre morceaux, il peut accéder à :
- Underwurlde (1984), dans lequel Sabreman doit trouver trois armes pour vaincre trois gardiens dans un vaste système de cavernes. Une fois cette tâche accomplie, trois sorties sont disponibles, chacune menant à l'un des trois jeux suivants.
- Knight Lore (1984), dans lequel Sabreman arrive au château de Knight Lore pour chercher un remède à sa nouvelle lycanthropie. En collectant un certain nombre d'objets pour le magicien Melkhior, il obtient le remède et progresse vers la guérison :
- Pentagram (1986), dans lequel Sabreman, en tant que sorcier nouvellement diplômé, se lance dans une quête pour trouver le Pentagramme, un puissant artefact magique. Une fois cette quête accomplie, Sabreman est dirigé vers le dernier jeu de la série :
- Mire Mare (annulé), qui n'a jamais été publié et dont on sait peu de choses.

L'apparition de Sabreman dans Knight Lore a inspiré le personnage de Sabrewulf dans la série Killer Instinct, tandis que Sabreman lui-même a fait une caméo dans Banjo-Tooie, tous deux réalisés par Rare, le successeur d'Ultimate. Aucun autre jeu de la série n'est sorti avant Sabre Wulf sur Game Boy Advance en 2004, qui reprend l'histoire du premier Sabre Wulf, le but étant de collecter des pièces d'amulette pour vaincre à nouveau le Wulf. Un titre Xbox 360, Sabreman Stampede, était en cours de développement et se présentait comme une reprise de Diddy Kong Racing mais il a également été annulé en cours de développement en raison d'un manque d'intérêt et de la méconnaissance du matériel de la part de Rare. En 2015, les versions originales de Sabre Wulf, Underwurlde et Knight Lore sont rééditées dans le cadre de la compilation Rare Replay pour Xbox One.

### Traduction
- (en) Cet article est partiellement ou en totalité issu de l’article de Wikipédia en anglais intitulé « Sabreman » (voir la liste des auteurs).